# Зырянка (Катайский район)
Зыря́нка — село в Катайском районе Курганской области. Расположено на реке Синаре.

## География
Зырянка расположена на правом берегу реки Синары (правом притоке Исети), в 29 километрах (в 38 километрах по автодорогам) к юго-западу от районного центра — города Катайска, в 219 километрах (в 256 километрах по автодорогам) к северо-западу от областного центра — города Кургана, в 76 километрах к юго-западу от города Камышлова и в 125 километрах к юго-востоку от города Екатеринбурга.
В настоящее время село Зырянка занимает площадь 949,5 гектара, из них застроенные территории — 9,9 гектара. С севера село ограничено рекой Синарой и границей деревни Борисовой, с запада — лесным массивом, с юга — границей деревни Окатовой, а с востока — землями сельхозназначения. 
Западнее села расположен геологический и ботанический памятник природы — Иванов Камень. Береговые обнажения с бореально-петрофитной растительностью являются единственными в Курганской области обнажениями скальных кристаллических пород.

### Часовой пояс
Зырянка, как и вся Курганская область, находится в часовой зоне МСК+2. Смещение применяемого времени относительно UTC составляет +5:00.

## История

### Археологические памятники
В километре восточнее села на правом берегу реки Синары расположен памятник археологии эпохи бронзы — Городище «Зырянское». Это древнейшее неолитическое городище, основанное в период, когда произошёл переход к выращиванию злаков, местные жители начали  разводить домашних животных. Образ жизни людей стал более оседлым.
В 1,1 километра восточнее села в лесной местности расположен ещё один памятник археологии — Зыряновский Курган.

### История села
На правом высоком берегу реки Синары переселенцы из Катайского острога Тимофей Борисов сын Зырянов с сыновьями в период с 1709 по 1719 годы основали Зырянское поселение, возникла Зырянская крепость, куда переводили на постоянное жительство служилых людей, которые строили остроги в качестве оборонительных пунктов.
В 1727 году при селении было решено построить крепость горного ведомства для защиты лежавших севернее селений заводских крестьян и Каменского завода от нападений башкирцев, но строительство крепости действительно началось лишь в 1734 году. А в 1748 году крепость уже была признана ненужной, и её перестали поддерживать.
В списках церквей Долматовского монастырского архива село Зырянское в первый раз упоминается только в 1733 году. Основным видом  деятельности сельчан было хлебопашество. В зимнее время крестьяне занимались подсобными промыслами: кузнечным, валяным, кожевенным и плитяно-лесным.
В конце XIX века в селе было волостное правление Зырянской волости Камышловского уезда Пермской губернии. В селе проводились торжки два раза в год с 3 по 6 июня и с 23 по 26 сентября. На ярмарке торговали бакалейными товарами, мануфактурными и галантерейными, торговали изделиями местного производства, в том числе продавали деревянную и гончарную посуду, хотя денежный оборот был незначителен, но в село привозилось до 3000 пудов различного товара в 1906 году.
В середине июля 1918 года в селе установлена белогвардейская власть. В конце июля 1919 года в селе установлена советская власть. В 1919 году образован Зырянский сельсовет.
25 апреля 1924 года на собрание Зырянских сельскохозяйственных общин «в целях улучшения сельского хозяйства и кустарной промышленности» было организовано Зырянский сельскохозяйственный кооператив и кустарно-промышленное кредитное товарищество. В 1928 году в Зырянке была создана сельскохозяйственная коммуна «Стерьхово» (по имени урочища). Правление из деревни Борисовой перешло в село Зырянка. После был создан колхоз «Красные Орлы», а из него был выделен совхоз «Борисовский». В 1928 году село Зырянское, как и весь Зырянский сельсовет, входило в Каменского района Шадринского округа Уральской области.
18 января 1935 года Зырянский сельсовет вошёл в состав Катайского района, а 6 февраля 1943 года Указом Президиума Верховного Совета СССР Катайский район вошёл во вновь образованную Курганскую область. Во время Великой Отечественной войны село принимало эвакуированных детей из Ленинграда.
В советское время жители работали в колхозе имени Калинина. В 1961 году колхоз вошёл в состав молочного совхоза «Красные Орлы».
Законом Курганской области от 31 октября 2018 года N 124, Зырянский сельсовет был упразднён, а его территория с 17 ноября 2018 года включена в состав Верхнеключевского сельсовета. Законом Курганской области от 29 сентября 2022 года упразднён Верхнеключевской сельсовет, а деревня вошла в состав новообразованного Катайского муниципального округа.

## Население
| 1869 | 1894  | 1904  | 1908  | 1920  | 1926  | 1989 |
| ---- | ----- | ----- | ----- | ----- | ----- | ---- |
| 854  | ↗1020 | ↗1437 | ↗1566 | ↘1558 | ↗1574 | ↘310 |
| 2002 | 2010  |       |       |       |       |      |
| ↘227 | ↘177  |       |       |       |       |      |

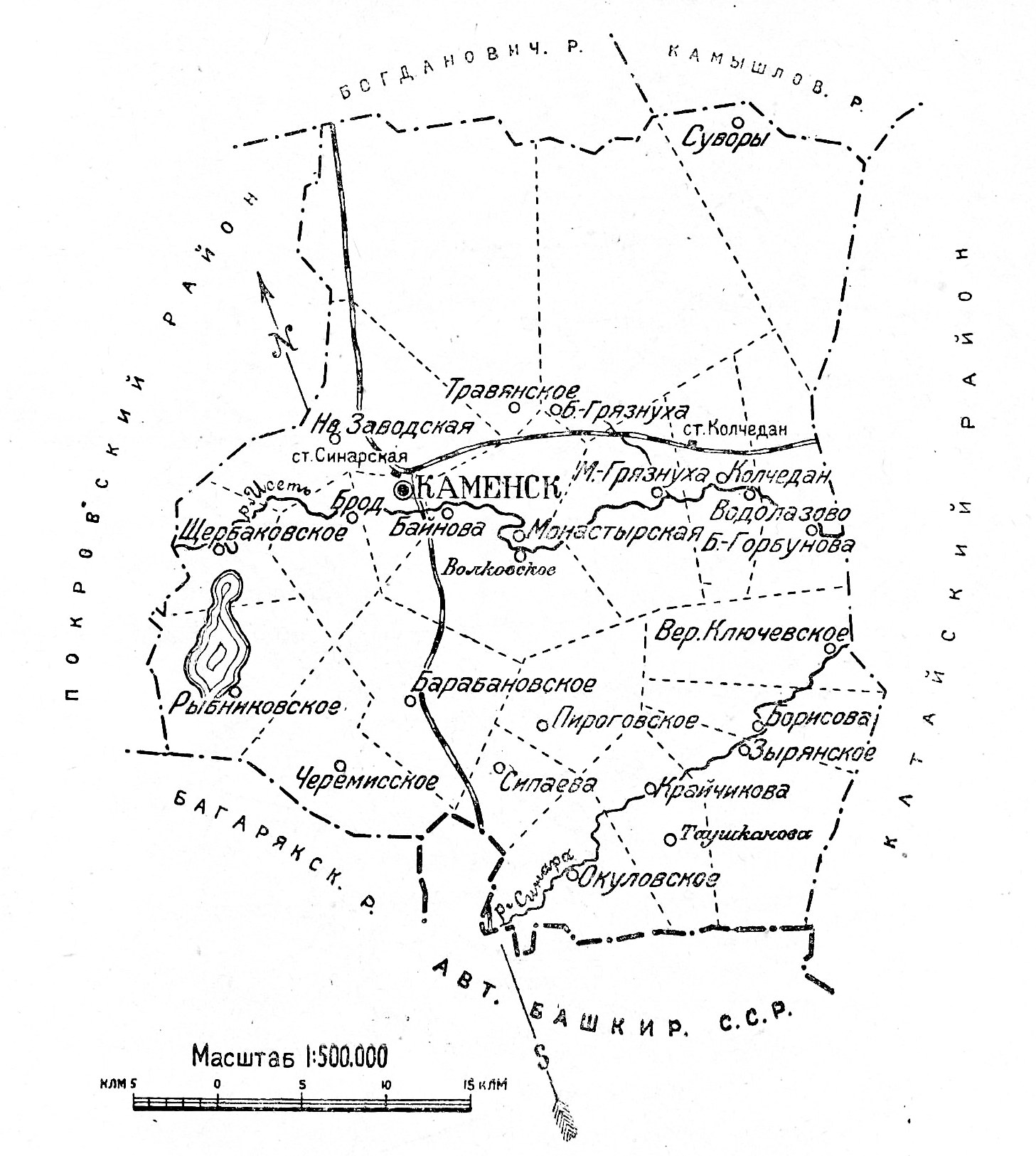
Зырянское на схеме Каменского района; 1928 год

В 1872 году в деревне было 76 крестьянских дворов и 400 жителей. В 1894 году село насчитывало 170 дворов и 1020 жителей. В 1901 году в во всём приходе числилось 2688 мужчин и 2729 женщин, все были русские, православные, государственные крестьяне, а в заимке жили землевладельцы из дворян, а в самом селе в 1908 году проживало 1566 человек. 
Национальный состав
- По данным переписи населения 2002 года, в Зырянке проживало 227 человек, из них русские составляли 97 %.
- По данным переписи 1926 года в селе Зырянско, было 357 дворов с населением 1574 человека, все русские.[6]

## Достопримечательности

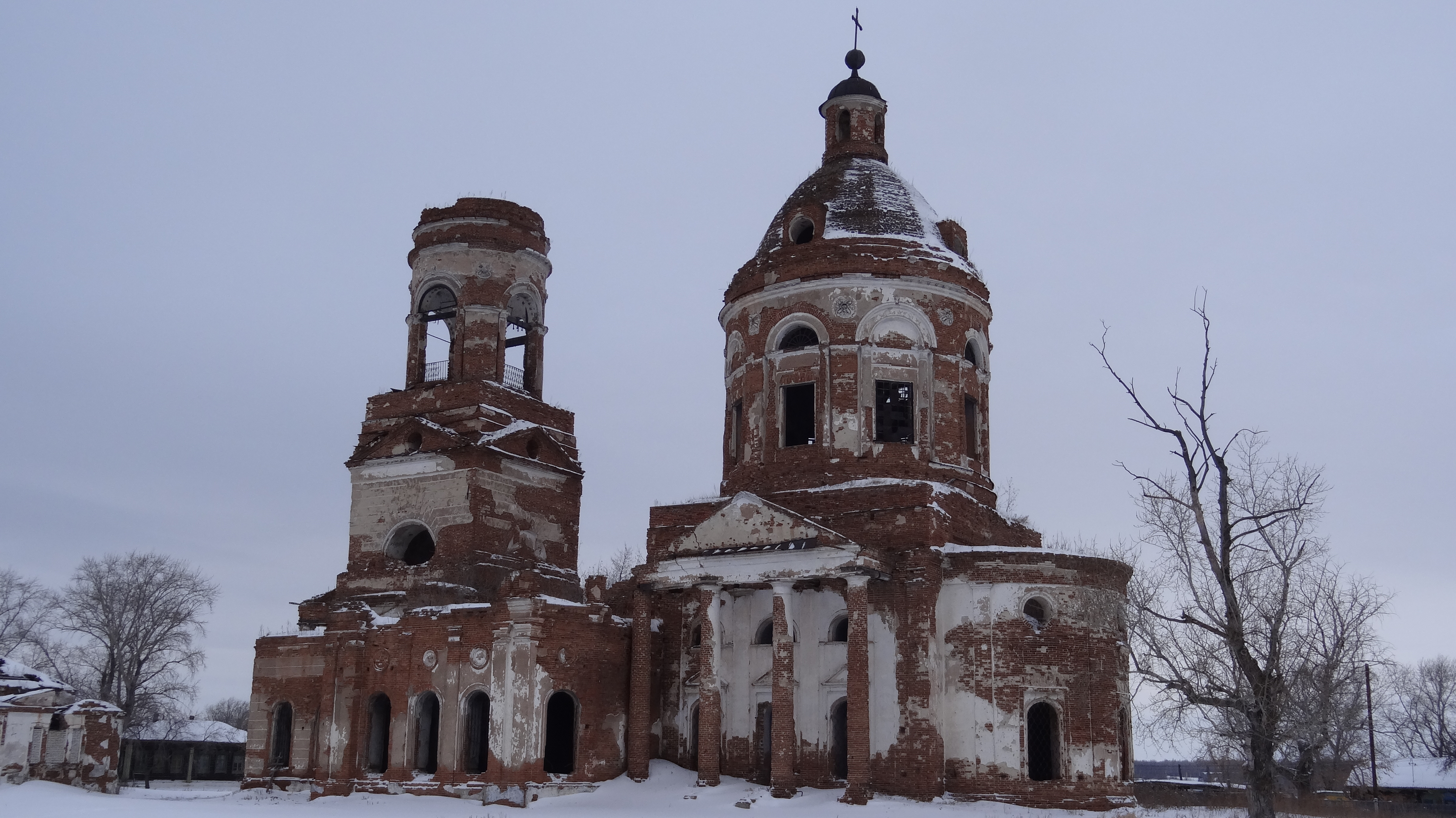
Современное состояние храма (вид на южный фасад); 2017 год

В селе сохранён исторический ансамбль Зырянской площади с Богоявленской церковью, торговыми лавками, церковно-приходской школой, и деревянными жилыми домами, которые формируют северную и восточную стороны гражданскими и общественными зданиями (управа, аптека и т.д.), в которых приемы каменного зодчества сочетаются с объемной и пропильной резьбой по дереву. Так деревянный особняк – бывший дом причта (Советская ул., 15), построенный в конце XIX века, находится на высоком каменном цоколе, крестообразный в плане, с выдвинутым центрально-осевым ризалитом.

### Церковь Богоявления Господня
Первый деревянный храм во имя преподобного Сергия Радонежского Чудотворца был построен в 1733 году, но сгорел 28 декабря 1781 года.
Затем был построен в 1782 году новый однопрестольный храм, который был освящён во имя того же святого Сергия Радонежского Чудотворца, который в 1825 году был разобран и употреблен при постройке нового каменного, четырехпрестольного храма. Новый храм был заложен в 1820 году по благословению епископа Пермского Иустина. В храме главный престол был освящён в честь Богоявления Господня; в тёплом храме престол был освящён во имя преподобного Сергия Радонежского. В 1884—1886 годах к тёплому храму были пристроены с боков два придела с престолами — в южном в честь Введения во храм Пресвятой Богородицы, в северном — во имя святого великомученика Георгия Победоносца, освящённый 7 Февраля 1900 года. 
В начале XX века из церкви села Зырянского ежегодно 20 июля совершался крестный ход на урочище Далеко; сюда же одновременно приходили крестные ходы из церкви Колчеданской, Пироговской и Верх-Ключевской, и совершалось общее моление. Крестный ход совершался в память неурожайных годов в начале XIX столетия. Когда прихожане Зырянской церкви служили молебен в поле с молением о ниспослании дождя; случайно крестный ход Зырянской церкви встретился на урочище Далеке с крестными ходами, идущими на встречу из сёл Пироговского и Колчеданского; а после соборне отслуженного молебствия прошел проливной дождь. В 1899 году при церкви села Зырянского в штате состояла два священника, один диакон и два псаломщика, так согласно благочинию церкви во втором благочинническом округе города Камышлова, Благочинный был священник Василий Владимирович Победоносцев (Каменский завод). В церкви на то момент числились: Священник Константин Оранский, Алексей Алексеевич Бирюков; псаломщики: Пав. Смородинцев, Стефан Иванович Кузовников. 
В 1936 году храм был закрыт, а позднее использовалось как зернохранилище, элеватор. В 2004 году купол колокольни пострадал во время грозы от ударившей молнии, был пожар, огонь уничтожил внутреннюю отделку стен. В настоящее время архитектура храма поражает своей завершеностью, как в элементах декора и убранства, так и в общем плане. Лепнина, декоративная роспись стен, классические фронтоны с коринфскими колоннами, отсылают к греческим корням православия. Храм представляет собой очередную вариацию на тему собора Святой Софии в Константинополе. Образа святых на стенах также носят византийский вид, кроме того сам купол напоминает софийский. 

### Церковно-приходская школа
В 1858 году была открыта церковно-приходская школа, которая принадлежала духовному ведомству Пермской губернии, Камышловского уезда. В 1909 году в Зырянской волостной школе обучалось при 4 учителях 173 ученика: 148 мальчиков и 25 девочек. В настоящий момент здание школы сохранилось. Ныне действует муниципальное образовательное учреждение «Зырянская основная общеобразовательная школа».

### Торговые лавки
В селе было построено восемь торговых лавок, до нас дошли только две, принадлежавшие купцу Фигусову. Это одноэтажные прямоугольные здания, которые на подвалах имеют простую секционную разбивку, образующую два помещения, в каждом из которых есть отдельный вход. Оштукатуренные объемы с аттиком (11,5 м х 9,1 м) и с утраченным завершением (11,5 м х 7,1м). Южный фасад одной из лавок имеет надстройку над карнизом в виде аттиковой стенки с небольшим чердачным окном, а центр подчеркивает круглой розеткой с деталью в виде креста. Боковые и промежуточные столбики аттика имеют скругленные фронтончики и декор в виде «картуша». Центральный вход в лавку в виде массивных двухстворчатых дверей фланкируют лучковые окна с бровками.

### Товарищеский банк
В 1889 году был организован «Товарищеский банк» в одноэтажном здание с низким цоколем, который сохранился до наших дней.

### Мемориальный ансамбль
В 1973 году установлен металлический обелиск, увенчанный красной пятиконечной звездой. Рядом расположена стела, на которой прикреплены плиты с фамилиями погибших в Великой Отечественной войне. Имеет ограждение.